# 斎藤茂太
斎藤 茂太（さいとう しげた、1916年（大正5年）3月21日 - 2006年（平成18年）11月20日）は、日本の精神科医・随筆家。愛称はモタさん。

## 人物

### 生い立ち
1916年（大正5年）、歌人で精神科医の斎藤茂吉の長男として東京市（当時）に生まれる。
青南小学校、東京府立第八中学校（現在の東京都立小山台高等学校）を経て、1935年、松山高等学校を受験して失敗。明治大学文芸科を経て、1942年（昭和17年）9月に昭和医学専門学校（現在の昭和大学）を卒業し、慶應義塾大学大学院医学研究科博士課程にて医学博士号を取得。
1944年（昭和19年）に、大日本帝国陸軍の精神科病院である国府台陸軍病院に招集され、後に大日本帝国陸軍軍医大尉となる。

### 医師・作家
1942年（昭和17年）12月に、医師として斎藤病院に就任。1973年（昭和48年）に、日本旅行作家協会を創立し、初代会長を務めた。1980年（昭和55年）4月に、日本精神病院協会（現在の日本精神科病院協会）名誉会長に就任。日本ペンクラブ理事、アルコール健康医学協会会長を務める傍ら、作家としても活躍し、多数の著書を出版した。

### 晩年
最晩年、米寿を越えた頃から足を悪くし、講演や旅行は減ったが、作家活動に時間を費やすようになり、それまで以上に多数の著書を世に出した。2006年（平成18年）11月20日に心不全で死去。90歳だった。生涯現役を続け、死去時にも多くの仕事を抱えていたという。青山霊園に墓がある。

## 逸話
- 父親の茂吉同様、中学生になっても寝小便をすることがあった。
- 少年時代よりアドルフ・ヒトラーの物まねが得意で、慶應義塾大学医学部の新年会での名物に、茂太がヒトラーに扮してドイツ語風の演説をやっていたという逸話がある。弟・北杜夫は兄にいつまでヒトラーの真似演説をしていたのかと尋ねると「今でもやってるよ」と返されたと自著で記している[5]。

### 乗り物好き
旅行好きであるとともに、船舶・飛行機・汽車などの乗り物好きとして知られた。特に熱を入れていたのは飛行機であり、弟の杜夫が斎藤家の歴史に取材して執筆した長編小説『楡家の人びと』でも、彼をモデルとする人物が少年時代から飛行機に熱中している様が活写された。旅行や旅客機、客船についての著書も多く、旅客機の専門誌や機内誌にもしばしば登場していた。さらに日本航空のファーストクラスのテレビCMに出演した経験もある。
航空会社の旅行バッグの収集家としても世界的に有名であり、また自宅に小型飛行機で実際に使っていたプロペラや日本航空のファーストクラスの座席を飾っていた。息子の斎藤章二（現・斉藤病院院長)も著名な飛行機マニアであり、航空自衛隊の「ブルーインパルス」(T-4)の機体の塗装は公募で彼の作品が採用された。
アメリカに鹵獲・保存されていた旧日本海軍の大型飛行艇「二式飛行艇（二式大艇）」の保存運動を、中心となって行ったことがある。茂太らの尽力もあり、今日世界でただ一艇のみの現存機が鹿児島県鹿屋市にある海上自衛隊鹿屋航空基地資料館に保管（野外展示）されている。

### 「モタさんの"言葉"」
2012年（平成24年）からNHKワンセグ2で茂太の著作を絵本の読み聞かせの形式によって紹介するミニ番組『モタさんの"言葉"』の放送が開始された。

## 斎藤茂太賞
1973年に斎藤を会長として発足した日本旅行作家協会は、斎藤没後の2016年に、斎藤の「功績をたたえ、またその志を引き継ぐ」との趣旨で、旅にかかわる優れた著作を表彰する「斎藤茂太賞」を創設した。

## 著書（一部）
- 『茂吉の体臭』岩波書店/1964年
- 『精神科の待合室』中央公論社/1974年
- 『躁と鬱 -波動に生きる-』中央公論新社/1980年6月
- 『長男の本　みんな元気に蘇れ』情報センター出版局/1980年9月
- 『モタさんのヒコーキ談義』旺文社/1982年8月
- 『世界のクルーズ客船 中村庸夫写真集』（共著：中村庸夫、柳原良平）海事プレス社/1991年6月
- 『心のウサが晴れる本』PHP文庫/1992年11月
- 『人間的魅力の育て方』三笠書房/1995年2月
- 『脳を鍛える50の秘訣』成美堂出版/1997年4月
- 『「なぜか人に好かれる人」の共通点』新講社/1999年8月
- 『骨は自分で拾えない』集英社/2000年6月
- 『女の子がすくすく育つ親の躾け方』KKベストセラーズ ワニ文庫/2000年8月
- 『斎藤茂太vs梅原猛 旅・酒・文化のシンポジア』（久野昭編）南窓社/2000年12月
- 『時間の使い方うまい人・へたな人』三笠書房/2001年4月
- 『気持ちの整理 -不思議なくらい前向きになる94のヒント-』三笠書房/2003年2月
- 『快老生活の心得』角川書店/2003年2月
- 『不完璧主義』家の光協会/2004年5月
- 『無理せず、苦労せず、楽しく生きるコツ』文香社/2004年7月
- 『モタさんの快老物語』中央公論新社/2004年11月
- 『いい言葉は、いい人生をつくる』成美堂出版/2005年1月
- 『図解グズをなおせば人生はうまくいく』大和書房/2005年2月
- 『モタさんの10倍ツキを呼ぶ50の言葉―毎日がこんなに変わる!楽天発想』知的生きかた文庫/2006年6月
- 『「いい人だけどグズ」を直したい人が読む本』こう書房/2006年11月
- 『モタ先生と窓際OLの人づきあいがラクになる本』（共著：斎藤茂太・斎藤由香）集英社/2006年12月
- 『モタさんの“言葉”』（斎藤 茂太、松本春野）講談社
- 『自分らしく生きて、死ぬ知恵』（遺作  2006年10月著）中経出版2010年2月発行

## 出演
- お手々つないで（1977年 - 1978年、NBN・ANB・ABC・HTB・KHB・KSB・UHT・KBC） - 大東病院長 役（特別出演）

## 家族
祖父は医師で政治家の斎藤紀一。父は、婿養子（紀一の長女の夫）であった精神科医で歌人の斎藤茂吉。2人の姉、弟は作家の北杜夫、姪（弟・北の娘）に斎藤由香。